# (53) Калипсо
(53) Калипсо (лат. Kalypso) — астероид главного пояса, который был открыт 4 апреля 1858 года немецким астрономом Карлом Лютером в Дюссельдорфской обсерватории, Германия и назван в честь нимфы Калипсо из древнегреческой мифологии.

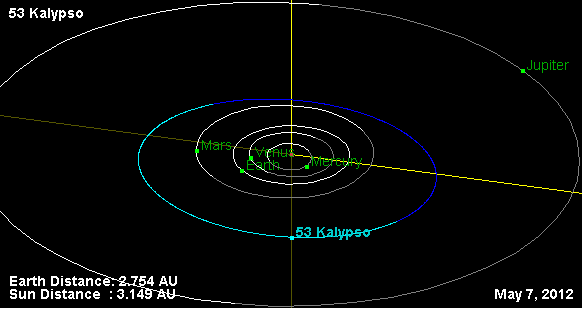
Орбита астероида Калипсо и его положение в Солнечной системе

Такое же название имеет Калипсо — спутник Сатурна.